# Alar Karis
Alar Karis (født 26. marts 1958 i Tartu) er en estisk molekulær genetiker, udviklingsbiolog og politiker, der siden 11. oktober 2021 har været Estlands 6. præsident.
Karis har været direktør for Estlands Nationalmuseum siden 2018. Han var tidligere rektor for Tartu Universitet fra 2007 til 2012 og rigsrevisor i Estland mellem 2013 og 2018.
I august 2021 blev han kontaktet af formanden af Estlands parlament, Riigikogu, Jüri Ratas med henblik på nominering til posten som Estlands præsident ved det kommende præsidentvalg. Han accepterede nomineringen og hans kandidatur blev efterfølgende godkendt af koalitionspartierne Reformpartiet og Centerpartiet. Den 31. august 2021 blev Karis valgt af Riigikogu som Estlands præsident med 72 stemmer. Posten er overvejede ceremoniel, og Karis var den eneste kandidat ved præsidentvalget. Karis blev indsat i embedet den 11. oktober 2021.

## Privatliv
Karis blev født i Tartu den 26. marts 1958. Hans far, Harry Karis (født 1930), er botaniker. Karis er uddannet biolog fra Det Estiske Biovidenskabelige Universitet i Tartu, og i 1999 blev han professor på universitetet.